# جيرارد مانلي هوبكنز
جيرارد مانلي هوبكنز (بالإنجليزية: Gerard Manley Hopkins)‏ (ولد عام 1844، توفي عام 1889)، يصنف شاعرًا كبيرًا لإنجلترا في العصر الفكتوري، رغم أن أعماله بقيت تقريبًا غير معروفة حتى عام 1918، عندما نشرت لأول مرة. كتب هوبكنز معظم أشعاره في الوزن الشعري الخفيف، وأشعاره تؤكد على استخدام التناغم الطبيعي، وجرس الكلمات. كان يملأ قصيدته بالجناس الاستهلالي وبالتراكيب غير العادية، وله قصائد ذات تأثير نفسي بصفة خاصة عند قراءتها بصوت عالٍ، وتشمل حطام ألمانيا.
ولد هوبكنز في إسكس، وفي عام 1863، التحق بجامعة إكسفورد وهناك مر بمحنة روحانية أدت إلى التحاقه بالكنيسة الرومانية الكاثوليكية في عام 1866. وفي عام 1868، دخل هوبكنز سلك الرهبنة اليسوعية، بعدها توقف عن الكتابة، وقام بإحراق مخطوطات قصائده. وفي عام 1875، عاد هوبكنز إلى الكتابة بعد أن شجعه رؤساؤه اليسوعيون، وبعدها تم تعميده قسيسًا في عام 1877.

## روابط خارجية
- جيرارد مانلي هوبكنز على موقع الموسوعة البريطانية (الإنجليزية)
- جيرارد مانلي هوبكنز على موقع ميوزك برينز (الإنجليزية)
- جيرارد مانلي هوبكنز على موقع إن إن دي بي (الإنجليزية)
- جيرارد مانلي هوبكنز على موقع ديسكوغز (الإنجليزية)